# ヘスス・マリア・サモラ
ヘスス・マリア・サモラ・アンソレナ（Jesús María Zamora Ansorena, 1955年1月1日 - ）は、スペイン・ギプスコア県エレンテリア出身のサッカー選手。ポジションはミッドフィールダー。スペイン代表。レアル・ソシエダ一筋であり、プリメーラ・ディビシオンで455試合に出場して63得点を挙げた。

## 経歴

### 選手時代

#### クラブ
1955年1月1日、バスク地方のギプスコア県エレンテリアに生まれた。地元のレアル・ソシエダの下部組織に加入し、1974年にトップチームデビューした。1歳年上で同名のヘスス・マリア・サトゥルステギと同じく、レアル・ソシエダに欠かせない選手だった。
1980-81シーズンのレアル・ソシエダはプリメーラ・ディビシオン（1部）で優勝争いを繰り広げた。リーグ最終戦のスポルティング・ヒホン戦では試合終了間際にヘスス・マリア・サモラが得点し、レアル・ソシエダはリーグ優勝を果たした。1981-82シーズンのリーグ戦では31試合に出場して3得点し、リーグ戦2連覇を果たした。
ヘスス・マリア・サモラはレアル・ソシエダ一筋であり、1989年に現役引退した。プリメーラ・ディビシオンでは455試合に出場して63得点を記録した。

#### スペイン代表
1978年12月21日、イタリア代表との親善試合でスペイン代表デビューした。1980年にはUEFA欧州選手権1980に出場した。1982年には1982 FIFAワールドカップに出場した。1982年7月5日、1982 FIFAワールドカップのイングランド代表戦がスペイン代表としての最終試合となった。レアル・ソシエダでもスペイン代表でも長らく一緒にプレーしたヘスス・マリア・サトゥルステギも同じ試合が最終試合となっている。スペイン代表としては30試合に出場して3得点を挙げた。

### 指導者時代
1989年に現役引退すると、レアル・ソシエダのいくつかの部門で働いた。2002年から2004年にはトップチームのレイノー・ドゥヌエ監督をコーチとして補佐し、2002-03シーズンにはリーグ戦で2位となっている。しかし、2006-07シーズンにトップチームが低迷し、2006年末にホセ・マリ・バケーロがゼネラル・マネージャーを解任されると、降格となった2006-07シーズン終了後にはサモラもスポーツ・ディレクターの地位を辞任した。

## タイトル
- プリメーラ・ディビシオン(2): 1980–81, 1981–82
- コパ・デル・レイ(1): 1987
- スーペルコパ・デ・エスパーニャ(1): 1982